# Marco Valerio Bradua
Marco Valerio Bradua (en latín: Marcus Valerius Bradua) fue un político y senador del Imperio romano en el siglo II.
En 171-172 fue gobernador de la provincia Mesia Inferior después de Publio Vigelio Saturnino.